# フルディア科
フルディア科（Hurdiidae、またはペイトイア科 Peytoiidae）はラディオドンタ類の節足動物を大きく分けた分類群（科）の一つ。熊手状の短い前部付属肢が特徴的で、大きな甲皮と丈夫な体型をもつ種類が多い。構成種はフルディア類（Hurdiids）とも総称されるが、フルディアのみならず、ペイトイア、エーギロカシスなども含まれる。
十数種以上が命名され、約5億年前のカンブリア紀だけでなく、オルドビス紀（約4億8,000万年前）とデボン紀（約4億年前）に生息した種類も含まれる。そのため、本科はラディオドンタ類の中で最も種を富んで、生息時期が最も長い科である。

## 創設の経緯
フルディア科はラディオドンタ類における4つの科の1つであり、学名「Hurdiidae」は本科の模式属（タイプ属）であるフルディア（Hurdia）に因んでいる。アンプレクトベルア科と同様、Vinther et al. 2014 によって最初に創設され、その頃では系統関係のみに基づいて定義された。
しかし、Vinther et al. 2014 の定義は形態学に基づいたものではないため、国際動物命名規約の条項的には無効である。そのため、本科は Lerosey-Aubril & Pates 2018 により再び正式の記載がなされ、形態学で再定義された。
なお、Lerosey-Aubril & Pates 2018 に記載されたフルディア科は ZooBank データベースに登録されておらず、これも国際動物命名規約の条項的には無効である。同時に、国際動物命名規約を満たしながら、本科の一属であるペイトイア（Peytoia）を含むペイトイア科（Peytoiidae）が Conway Morris & Robison 1982 から既に創設されたことも後に判明した。これにより、「Peytoiidae」を本群の有効な学名にすべきという意見もある。

## 形態
フルディア科の種類を明確に他のラディオドンタ類から区別させた共有派生形質は、熊手状の短い前部付属肢（frontal appendage）に現れる。本科の前部付属肢は、途中の肢節に5本以上の長く特化した内突起（endite）をもち、それに対して柄部と先端数節の内突起は退化的である。内突起は前縁のみに分岐（auxiliary spine）をもち、内突起の軸に直角した方向で突き出している。これらの内突起は往々にして内側に湾曲したため、左右の前部付属肢をあわせると、物を囲めるような、両手に似たバスケット状の立体構造をなしている。
また、本科の前部付属肢の肢節数は14節以下で他のラディオドンタ類（14節以上）より少ない。一部の例外（例えばスタンレイカリスとペイトイア）を除き、各肢節は原則としてよくまとまって可動域が低いとされる。派生的な種類では、背側/外側の棘（dorsal spine, outer spine）と先端数節の肢節は退化的である。一部の種類は、前部付属肢の内側に更に一列の短い棘（gnathite, medial spinous outgrowth）をもつ。本科の前部付属肢における長い内突起と内側の棘は、それぞれ他のラディオドンタ類の前部付属肢における外側と内側の内突起に相同と考えられる。

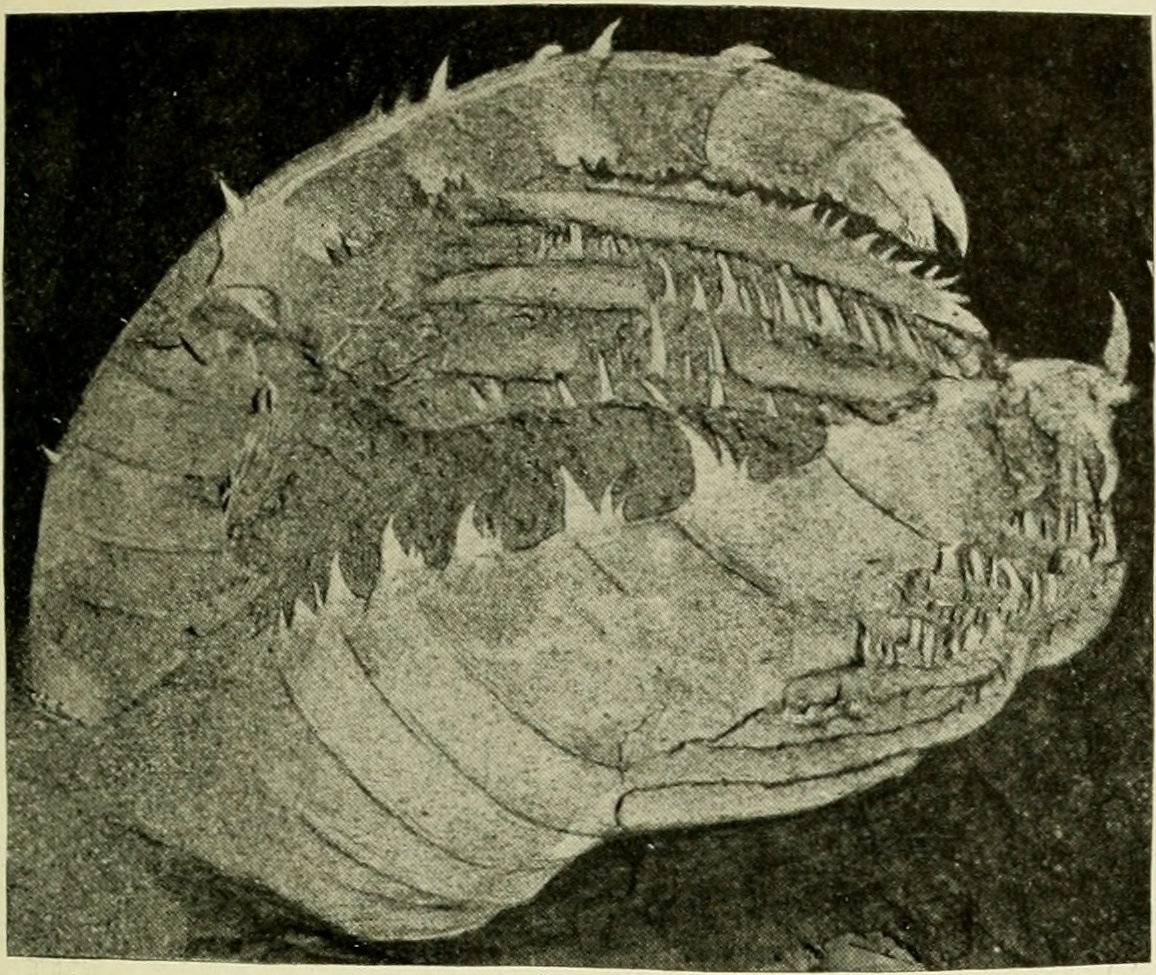
フルディア科の未命名種（cf. Peytoia）の前部付属肢対。湾曲した内突起と内側の棘などの立体構造が見られる。

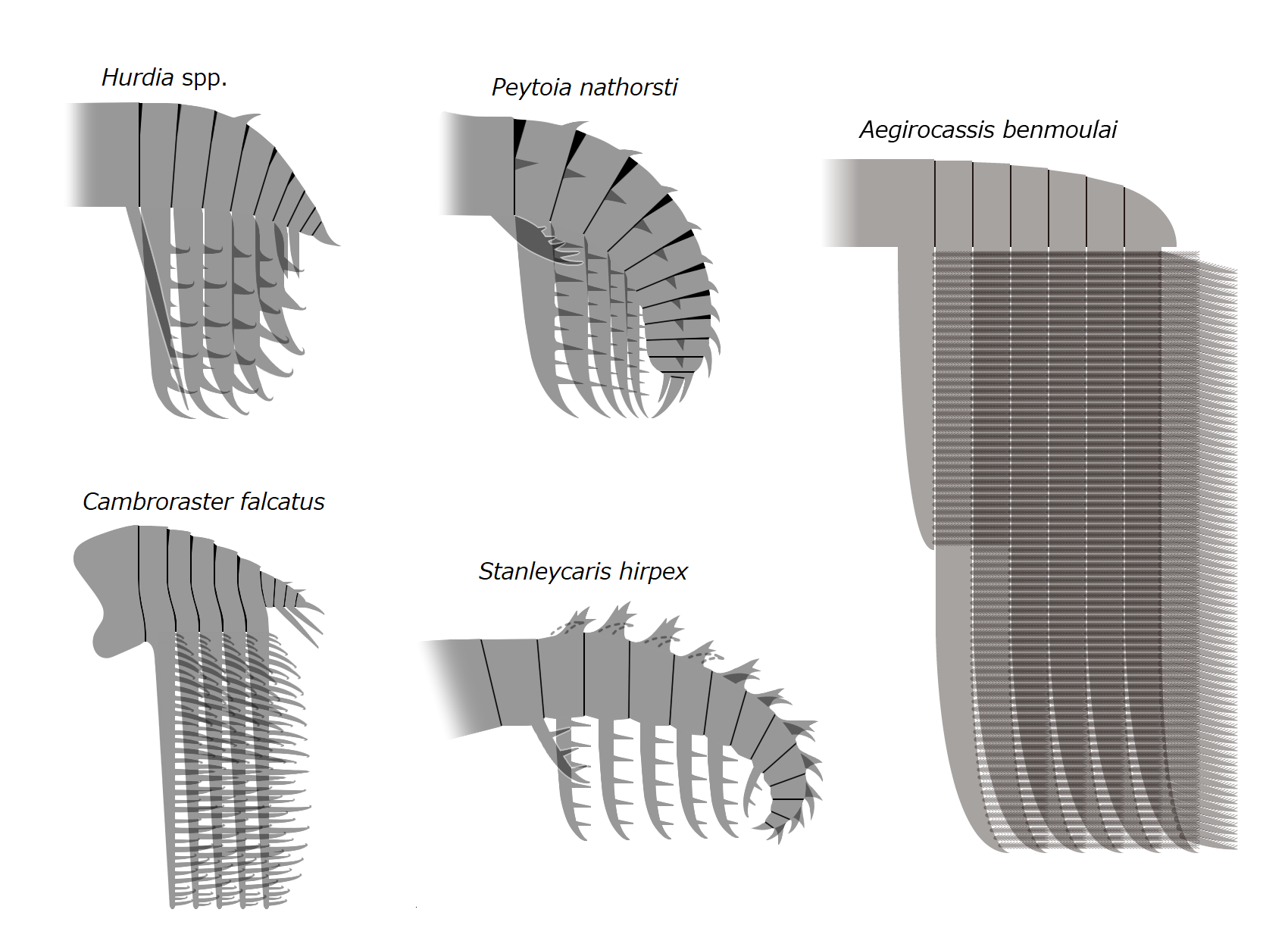
フルディア科のフルディア（左上）、ペイトイア（中上）、カンブロラスター（左下）、スタンレイカリス（中下）とエーギロカシス（右）の前部付属肢
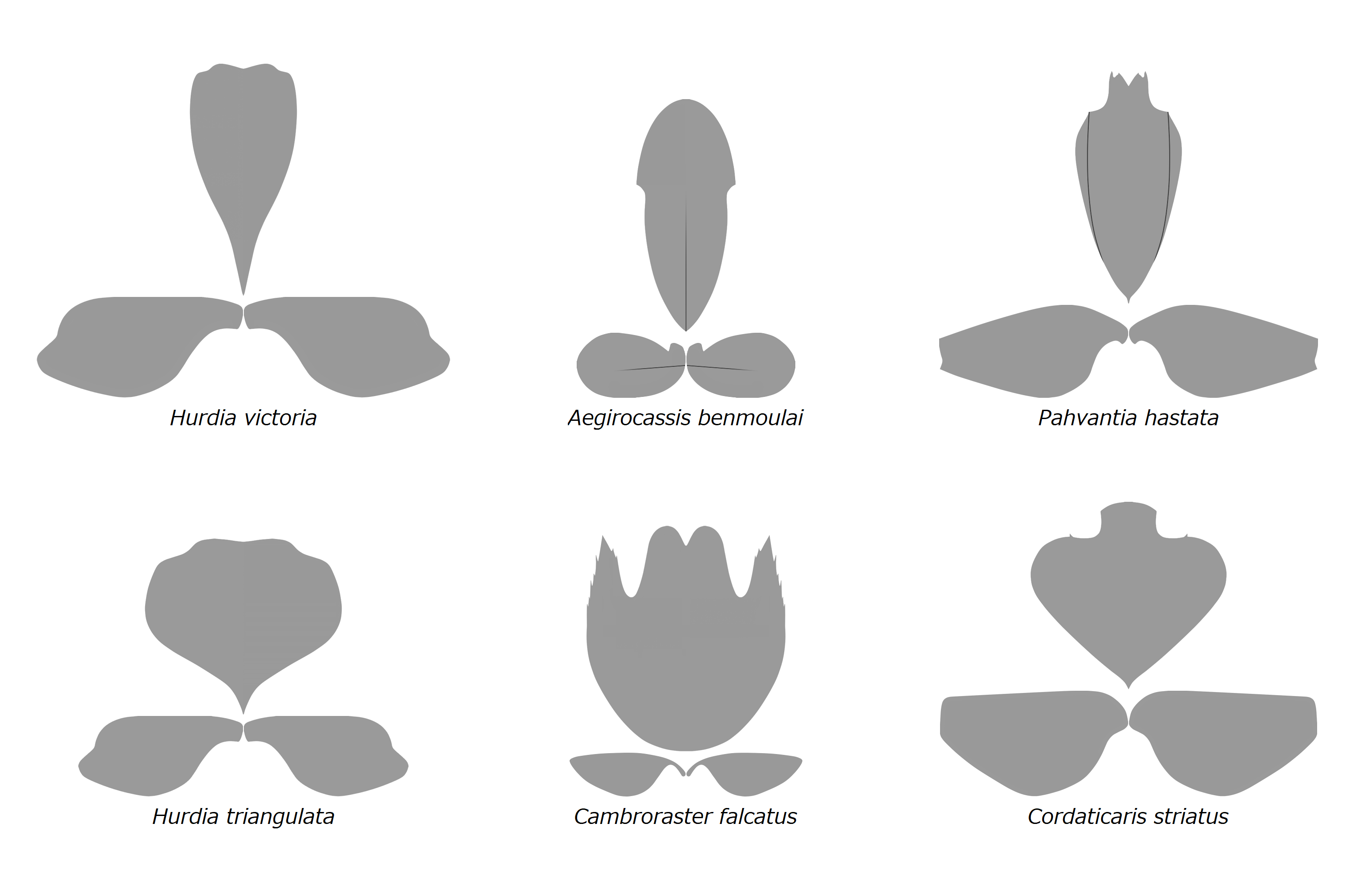
フルディア科のフルディア（左）、エーギロカシス（中上）、パーヴァンティア（右上）、カンブロラスター（中下）とコーダティカリス（右下）の甲皮

ほとんどの種類は頭部が大きく、それを包んだ背側（H-element）と左右（P-element）の計3枚の甲皮（head sclerite complex）は巨大で多様な形態をもち、特に背側の甲皮はフルディアのしずく型からカンブロラスターの蹄鉄型まで多岐にわたる。眼は頭部の両後端に配置され、前部付属肢と口から大きく離れている。丈夫な体型をしており、頭部と胴部の境目はくびれておらず、「首」に該当する前端の退化的な胴節は頭部に覆われている。派生的な種類の首以外の胴節は10節以下で少なく、鰭（flap）も明らかに胴節の横幅より短い。なお、これらは本科全種に当たる性質ではなく、例えばスタンレイカリスやモスラはむしろアノマロカリス科やアンプレクトベルア科に似た流線型な体型をもつ。
尾部に尾扇（tail fan）があった場合はさほど発達でなく、1-2対の小さな尾鰭からなり。全く尾扇をもたないものや、アノマロカリス科とアンプレクトベルア科に似た尾毛をもつものもある。各胴節の鰓らしき櫛状構造（setal blades）が左右に分かれていない種類や、胴節ごとに腹背2対の鰭をもつことが確認された種類もある。
口の歯（oral cone）は典型的な十字放射状で、すなわち放射状に並んだ32枚（スタンレイカリスは28枚）の歯のうち十字方向の4枚が最も発達である。表面は原則としてが滑らであるが、数多くの隆起が生えた例もある（コーダティカリス）。開口部の奥に多重の歯をもつ種類もある。

## 生態
フルディア科のラディオドンタ類は、多くが堆積物を篩い分ける底生生物食者（sediment sifter）であったとされ、熊手状の前部付属肢を篩のように用いて、海底の堆積物からあらゆる底生生物を篩い分けて捕食したと考えられる。ほとんどの種類は丈夫な体型と短い鰭をもつことにより、アノマロカリス科やアンプレクトベルア科ほど活動的でなく、遊泳底生性（nektobenthic、底生性に近い遊泳性）の傾向が強かったと考えられる。両手のように機能できた前部付属肢と発達した歯で、前述のラディオドンタ類に比べてより硬質の底生性動物を捕食できたと考えられる。なお、スタンレイカリスやペイトイアのように発達した鰭と能動的な前部付属肢でより獰猛で活動的とされる種類や、エーギロカシスやスードアングスティドントゥスのように遠洋性（pelagic）とされ、密集した櫛のような前部付属肢で水中の懸濁物やプランクトンを濾過摂食していたと考えられる種類もある。巨大な甲皮は種類によって水流を口へと導く、防御の役割を果たす、もしくは堆積物を掘り上げるなどの機能があったと考えられる。

## 分布と生息時代

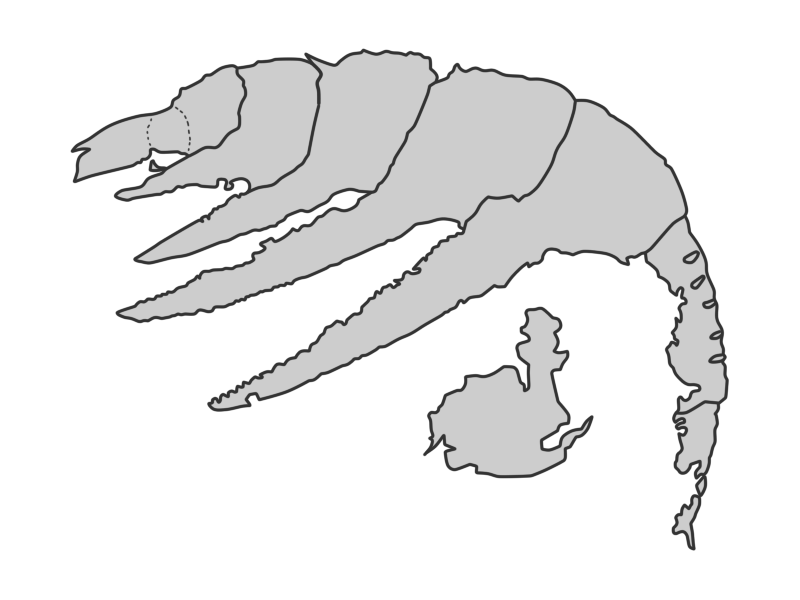
Peytoia infercambriensis の前部付属肢（化石標本解釈図）

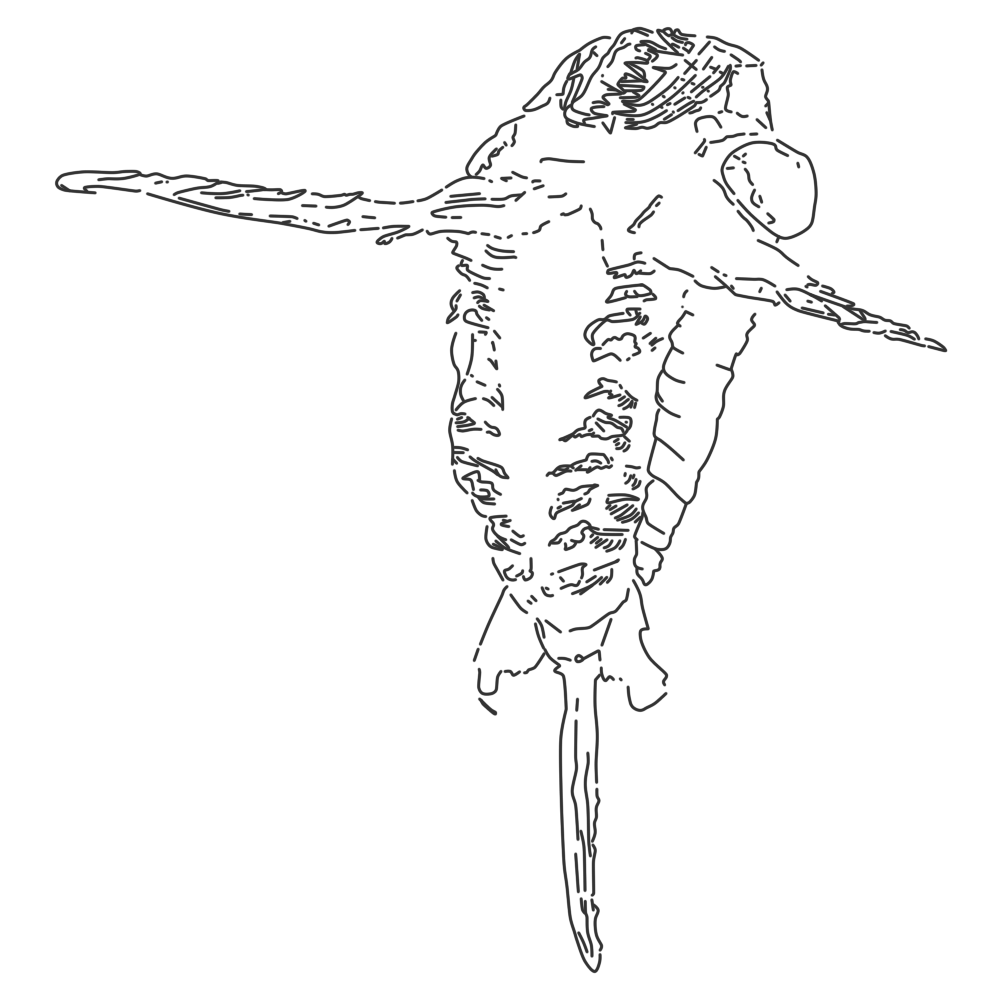
シンダーハンネス（化石標本解釈図）

ラディオドンタ類の中で、フルディア科の化石標本は主に北アメリカのカンブリア紀中期（ウリューアン期からドラミアン期）の堆積累層から多く発見され、9つほどの属が知られている。それに対して、アノマロカリス科とアンプレクトベルア科の化石が多産する中国南部のカンブリア紀初期（カンブリア紀第三期から第四期）の堆積累層では、本科の確実の発見例は少ない。当時の中国南部の堆積累層は熱帯の浅い海であったことにより、本科の種類はカンブリア紀初期では比較的低温で深い海域を好んで生息し、カンブリア紀中期で適応力が高めて多様化したと推測される。
また、ラディオドンタ類の中で本科は唯一にカンブリア紀以外の種類を含んだ科であり、最も長い生息記録をもち、既知最古（カンブリア紀第三期の Peytoia infercambriensis）から最晩期（デボン紀のシンダーハンネス）の種類まで含まれる。
情報が乏しい、またはラディオドンタ類としての本質が高い不確実性をもつ記録は「*」で示す。同定または独立種としての有効性が不確実の記録は「?」で示す。
カンブリア紀第三期（約5億2100万 - 5億1400万年前）
- Zawiszany formation（ポーランド）：Peytoia infercambriensis[31]
- Maotianshan Shale（澄江動物群、中国、雲南省、約5億1,800万年前[32]）：Cambroraster sp. nov.[27]、*Zhenghecaris shankouensis[33][17]、NIGPAS 115340[34][29]、JS-0021[30]、SJZ-492[30]、JS-1930[30]
- Shuijingtuo Formation（中国、湖北省）：*?Huangshandongia yichangensi[35]、*?Liantuoia inflasa[35]
- Shuijingtuo Formation（Qingjiang biota、中国、湖北省、約5億1,800万年前）：Hurdia sp.[36]

カンブリア紀第四期（約5億1400万 - 5億900万年前）
- Pioche Shale（アメリカ、ネバダ州）：Hurdia sp. (KUMIP 378539)[37]
- Balang Formation（Balang Biota、中国、湖南省）：Peytoia cf. nathorsti (NIGP 156215)[38]

カンブリア紀ウリューアン期（約5億900万 - 5億450万年前）
- Jangle Limestone Member, Carrara Formation（アメリカ、ネバダ州）：Ursulinacaris grallae? (KUMIP 492945)[19]
- Mantou Formation（中国、山東省）：Cambroraster cf. falcatus[39]、NIGPAS 171706[39]
- Kaili Formation（Kaili Biota、中国、貴州省）：Ursulinacaris cf. U. grallae[40]
- Spence Shale（アメリカ、ユタ州）：Hurdia victoria[10]、Hurdia sp.（ROM 59634）[22][6]、Hurdia cf. victoria（ROM 59633）[22][6]、KUMIP 314127[10]、その他フルディア由来未命名標本8点[注釈 10][10]
- Mount Cap Formation（カナダ、ノースウエスト準州）：Ursulinacaris grallae[19]
- バージェス頁岩（バージェス動物群、カナダ、ブリティッシュコロンビア州、約5億1,000万 - 5億500万年前[41]）：Cambroraster falcatus[11]、Hurdia victoria[8][22]、Hurdia triangulata[8][22]、Mosura fentoni[24]、Peytoia nathorsti[9] (=Laggania cambria[9])、Stanleycaris hirpex[23]、Titanokorys gainesi[15]、cf. Peytoia[13]（="Appendage F" sensu Briggs 1979 の一部[42], ?Laggania sensu Daley & Budd 2010[43], ?Peytoia sensu Pates et al. 2019a[19]）、?Amiella ornata（USNM 57499）[8][22]、USNM 274154[22]
- Stanley glacier（バージェス動物群、カナダ、ブリティッシュコロンビア州）：Stanleycaris hirpex[44][45][13]

カンブリア紀ドラミアン期（約5億450万 - 5億50万年前）
- Wheeler Shale（アメリカ、ユタ州）：Buccaspinea cooperi?[46][14]、Peytoia nathorsti[10]、Stanleycaris sp.[47] (="Aysheaia prolata"[48])、Pahvantia hastata[49][5]、KUMIP 20478[50][10]
- Marjum Formation（アメリカ、ユタ州）：Peytoia nathorsti[10][14]、Pahvantia hastata[14]、Buccaspinea cooperi[14]
- Jince Formation（チェコ、ボヘミア）：Hurdia hospes[21] (=Proboscicaris hospes[51])
- Zhangxia Formation（中国、山東省）：Cordaticaris striatus[21]

カンブリア紀ジャンシャニアン期（約4億9400万 - 4億8950万年前）
- Klonówka Shale（ポーランド）：Peytoia sp.[52][29]
- Sandu Formation（中国、広西）：NIGPAS 173694[29]

オルドビス紀トレマドキアン期 - フロイアン期（約4億8,540万 - 4億7,000万年前）
- Dol-Cyn-Afon Formation（Afon Gam Biota、イギリス、ウェールズ）：NMW 2012.36G.90[53]
- Fezouata Formation（Fezouata biota、モロッコ、約4億8,800万 - 4億7,200万年前）：Aegirocassis benmoulai[4]、Pseudoangustidontus duplospineus [54][55]、Pseudoangustidontus izdigua [28]、YPM 227517[56]、YPM 227518[56]、YPM 227644[56]

デボン紀プラギアン期 - エムシアン期（約4億1,080万 - 3億9,330万年前）
- フンスリュック粘板岩（ドイツ、約4億800万 - 4億年前）：Schinderhannes bartelsi[2]

## 分類と進化
ラディオドンタ類の中で、フルディア科の単系統性は広く認められる。これは主に本科の前部付属肢に見られる、独特で共有派生形質の可能性が高い複数の特徴（5本以上の長く特化した同規的な内突起をもつ・内突起は内側に湾曲する・内突起は前縁のみに分岐をもつなど）に支持される。2010年代中期から後期にかけて、本科は多くの系統解析にタミシオカリス科の近縁（姉妹群）とされるが、2010年代後期以降では、むしろこのような類縁関係を支持しない解析結果の方が多い。
内突起の他、前部付属肢の肢節の低い可動域・巨大な頭部と甲皮（丈夫な体型）・頭部の両後端に位置する眼も本科においては一般的であるが、一部の種類はむしろ能動的な肢節・比較的に小さな頭部（流線型な体型）・前方近くに位置する眼という、アノマロカリス科とアンプレクトベルア科に近い性質をもつ。これにより、前述の本科における一般的な特徴は派生的な系統群（フルディア亜科+エーギロカシス亜科）の固有派生形質であり、後述のアノマロカリス科とアンプレクトベルア科に似た特徴はラディオドンタ類の祖先形質であることが示唆され、そのような特徴をもつ種類は基盤的だと考えられる。また、多くの基盤的な種類の前部付属肢が内側の棘をもつことにより、フルディア科の前部付属肢の内突起は、元々対になった内突起のうちまず外側の方が長く特化し、内側の方が内側の棘に変化し、やがて派生的な系統で退化消失していたと考えられる。背側の甲皮の両後端が尖り、後縁の中央が出張った種類は、本科の中で派生的な系統位置にあるとされる。
フルディア科はラディオドンタ類の中で最も多様化した科であり、2025年現在では命名済みの種だけでも次の十数種、未命名の化石標本まで範囲を広げるとおよそ30種以上も含まれる（分布と生息時代を参照）。
- ペイトイア（ペユトイア）属 Peytoia [9]（=ラガニア属 Laggania [9][60]、カスビア属 Cassubia [61][31]）
  - Peytoia nathorsti [9]（=Laggania cambria [9][60]）
  - Peytoia infercambriensis [31]（=Cassubia infercambriensis [62][61]）
- シンダーハンネス属 Schinderhannes [2]
  - Schinderhannes bartelsi [2][6]
- スタンレイカリス属 Stanleycaris [44][45][13][23]
  - Stanleycaris hirpex [63][45][13][23]
- ウースリナカリス属 Ursulinacaris [19]
  - Ursulinacaris grallae [19]
- ブッカスピネア属 Buccaspinea [14]
  - Buccaspinea cooperi [14]
- モスラ属 Mosura [24]
  - Mosura fentoni [24]
- フルディア亜科 Hurdiinae [24]
  - フルディア属 Hurdia [8]（=プロボシカリス属 Proboscicaris [64][25][22]）
    - Hurdia victoria [8][25][22]
    - Hurdia triangulata [8][25][22]

  - パーヴァンティア属 Pahvantia [49][5]
    - Pahvantia hastasta [49][5]

  - カンブロラスター属 Cambroraster [11]
    - Cambroraster falcatus [11]

  -  ? ゼンヘカリス属 Zhenghecaris [33][17]
    - Zhenghecaris shankouensis [33][17]

  - コーダティカリス属 Cordaticaris [21]
    - Cordaticaris striatus [21]

  - ティタノコリス属 Titanokorys [15]
    - Titanokorys gainesi [15]
- エーギロカシス亜科 Aegirocassisinae [28]
  - エーギロカシス属 Aegirocassis [4]
    - Aegirocassis benmoulai [4]

  - スードアングスティドントゥス属 Pseudoangustidontus [54][55][28]
    - Pseudoangustidontus duplospineus [54][55][28]
    - Pseudoangustidontus izdigua [28]